# Seznam olympijských medailistek v lukostřelbě
Toto je seznam olympijských medailistek v lukostřelba na letních olympijských hrách.

## Jednotlivkyně
| Rok      | Zlato                                           | Stříbro                                   | Bronz                                       |
| -------- | ----------------------------------------------- | ----------------------------------------- | ------------------------------------------- |
| LOH 1972 | Doreen Wilberová · Spojené státy americké (USA) | Irena Szydlowská · Polsko (POL)           | Emma Gapčenková · Sovětský svaz (URS)       |
| LOH 1976 | Luanna Ryonová · Spojené státy americké (USA)   | Valentina Kovpanová · Sovětský svaz (URS) | Zebinisso Rustamovová · Sovětský svaz (URS) |
| LOH 1980 | Ketevan Losaberidzeová · Sovětský svaz (URS)    | Natalia Butuzovová · Sovětský svaz (URS)  | Päivi Meriluotová · Finsko (FIN)            |
| LOH 1984 | Seo Hyang-Soon · Jižní Korea (KOR)              | Li Lingiuan · Čína (CHN)                  | Kim Jin-Ho · Jižní Korea (KOR)              |
| LOH 1988 | Kim Soo-Nyung · Jižní Korea (KOR)               | Wang Hee-Kyung · Jižní Korea (KOR)        | Yun Young-Sook · Jižní Korea (KOR)          |
| LOH 1992 | Cho Youn-Jeong · Jižní Korea (KOR)              | Kim Soo-Nyung · Jižní Korea (KOR)         | Natalia Valejevová · Sjednocený tým (EUN)   |
| LOH 1996 | Kim Kyung-Wook · Jižní Korea (KOR)              | He Ying · Čína (CHN)                      | Jelena Sadovnikovová · Ukrajina (UKR)       |
| LOH 2000 | Jun Mi-čin · Jižní Korea (KOR)                  | Kim Nam-Soon · Jižní Korea (KOR)          | Kim Soo-Nyung · Jižní Korea (KOR)           |
| LOH 2004 | Pak Song-hjon · Jižní Korea (KOR)               | I Song-čin · Jižní Korea (KOR)            | Alison Williamsonová · Velká Británie (GBR) |
| LOH 2008 | Zhang Juanjuan · Čína (CHN)                     | Pak Song-hjon · Jižní Korea (KOR)         | Yun Ok-Hee · Jižní Korea (KOR)              |
| LOH 2012 | Ki Po-pe · Jižní Korea (KOR)                    | Aída Románová · Mexiko (MEX)              | Mariana Avitiaová · Mexiko (MEX)            |
| LOH 2016 | Chang Hye-jin · Jižní Korea (KOR)               | Lisa Unruhová · Německo (GER)             | Ki Po-pe · Jižní Korea (KOR)                |
| LOH 2020 | An San · Jižní Korea (KOR)                      | Jelena Osipovová · Sportovci ROV (ROC)    | Lucilla Boariová · Itálie (ITA)             |
| LOH 2024 | Lim Si-hjon · Jižní Korea (KOR)                 | Nam So-hjon · Jižní Korea (KOR)           | Lisa Barbelinová · Francie (FRA)            |

## Družstva
| Rok      | Zlato               | Stříbro               | Bronz                          |
| -------- | ------------------- | --------------------- | ------------------------------ |
| LOH 1988 | · Jižní Korea (KOR) | · Indonésie (INA)     | · Spojené státy americké (USA) |
| LOH 1992 | · Jižní Korea (KOR) | · Čína (CHN)          | · Sjednocený tým (EUN)         |
| LOH 1996 | · Jižní Korea (KOR) | · Německo (GER)       | · Polsko (POL)                 |
| LOH 2000 | · Jižní Korea (KOR) | · Ukrajina (UKR)      | · Německo (GER)                |
| LOH 2004 | · Jižní Korea (KOR) | · Čína (CHN)          | · Tchaj-wan (TPE)              |
| LOH 2008 | · Jižní Korea (KOR) | · Čína (CHN)          | · Francie (FRA)                |
| LOH 2012 | · Jižní Korea (KOR) | · Čína (CHN)          | · Japonsko (JPN)               |
| LOH 2016 | · Jižní Korea (KOR) | · Rusko (RUS)         | · Tchaj-wan (TPE)              |
| LOH 2020 | · Jižní Korea (KOR) | · Sportovci ROV (ROC) | · Německo (GER)                |
| LOH 2024 | · Jižní Korea (KOR) | · Čína (CHN)          | · Mexiko (MEX)                 |

## Ukončené soutěže

### Double National Round (60 - 50 yardů)
| Rok      | Zlato                                            | Stříbro                                      | Bronz                                            |
| -------- | ------------------------------------------------ | -------------------------------------------- | ------------------------------------------------ |
| LOH 1904 | Matilda Howellová · Spojené státy americké (USA) | Emma Cookeová · Spojené státy americké (USA) | Jessie Pollocková · Spojené státy americké (USA) |

### Double Columbia Round (50 - 40 - 30 yardů)
| Rok      | Zlato                                            | Stříbro                                      | Bronz                                            |
| -------- | ------------------------------------------------ | -------------------------------------------- | ------------------------------------------------ |
| LOH 1904 | Matilda Howellová · Spojené státy americké (USA) | Emma Cookeová · Spojené státy americké (USA) | Jessie Pollocková · Spojené státy americké (USA) |

### Team Round
| Rok      | Zlato                                                    | Stříbro                                          | Bronz                                |
| -------- | -------------------------------------------------------- | ------------------------------------------------ | ------------------------------------ |
| LOH 1904 | · Spojené státy americké (USA) (Cincinnati Archery Club) | · Spojené státy americké (USA) (Potomac Archers) | nikdo - soutěžila pouze dvě družstva |

### National Round (60 - 50 yardů)
| Rok      | Zlato                                       | Stříbro                              | Bronz                                           |
| -------- | ------------------------------------------- | ------------------------------------ | ----------------------------------------------- |
| LOH 1908 | Queenie F. Newallová · Velká Británie (GBR) | Lottie Dodová · Velká Británie (GBR) | Beatrice Loweová-Hillová · Velká Británie (GBR) |